# Raneferef-Pyramide
Die Raneferef-Pyramide (auch Neferefre-Pyramide) ist eine unvollendete Pyramide der 5. Dynastie in der Nekropole von Abusir (Ägypten). Nach dem frühzeitigen Tode des Königs (Pharaos) Raneferef wurde das unfertige Bauwerk in eine quadratische Mastaba umgewandelt, so dass der verstorbene König dennoch hier bestattet werden konnte. Trotz des Bauabbruchs der eigentlichen Pyramide erhielt der Komplex unter Raneferefs Nachfolgern ausgedehnte Tempelbauten.

## Erforschung

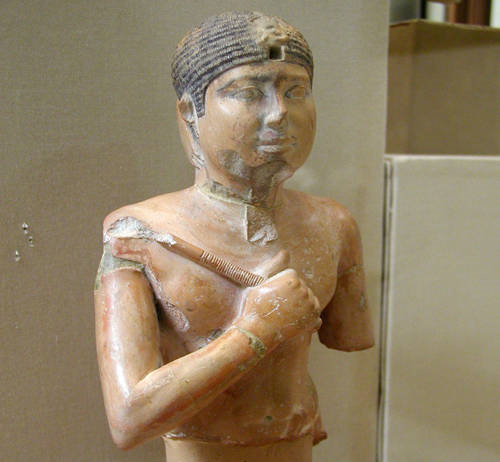
Kalkstein-Statue des Raneferef aus der Säulenhalle des Totentempels

Das Bauwerk wurde bereits bei den frühen archäologischen Untersuchungen der Nekropole von Abusir bemerkt, aber nicht intensiver untersucht. Sowohl John Shae Perring (1837–1839) als auch später Karl Richard Lepsius (1842–1846), Jacques de Morgan (1890er Jahre) und Ludwig Borchardt (Anfang des 20. Jahrhunderts) widmeten dem Bauwerk nur geringe Aufmerksamkeit. Lepsius katalogisierte die Ruine unter der Bezeichnung Lepsius XXVI in seiner Pyramidenliste.
Eine eindeutige Zuordnung des Pyramidenstumpfs war zu dieser Zeit nicht möglich. Einige der Forscher ordneten sie Raneferef zu, andere Schepseskare oder sie ließen die Frage der Urheberschaft offen. Zu dieser Zeit war man noch einhellig der Meinung, dass der frühe Abbruch der Bauarbeiten eine Bestattung des Königs und somit auch den Totenkult ausgeschlossen habe.
Ab 1974 begann eine intensive Erforschung der Überreste durch ein tschechisches Team der Karls-Universität Prag. Diese Arbeiten unter Leitung von Miroslav Verner brachten eine Vielzahl neuer Erkenntnisse. Wichtigste Erkenntnis war, dass die unvollendete Pyramide entgegen den bisherigen Erwartungen doch als Grabmal des Königs diente, was insbesondere durch den Fund von Mumienüberresten belegt werden konnte. Unter anderem wurden dabei in den Ruinen des Totentempels Papyri aus dem Tempelarchiv sowie Statuen des Königs gefunden, womit das Bauwerk eindeutig Raneferef zugeordnet werden konnte. Die Untersuchung der Ruine ermöglichte zudem tiefe Einblicke in die Pyramidenbautechnik der 5. Dynastie, da hier das gesamte Kernmauerwerk der ersten Stufe einsehbar ist. Somit konnte die von Lepsius und auch von Borchardt vorgeschlagene Theorie einer Bauweise aus nach innen geneigten Schalen mit horizontalem Mauerwerk widerlegt werden.

## Bauumstände

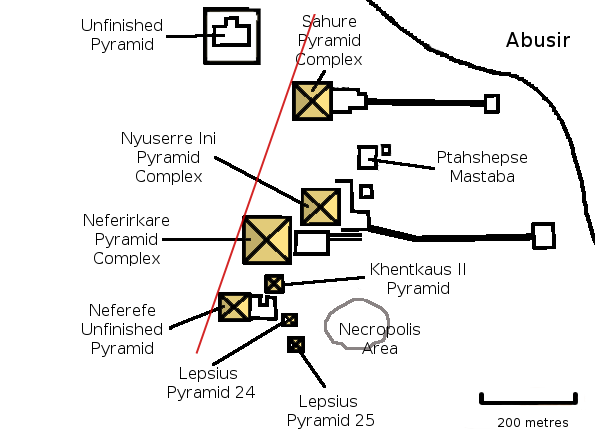
Die Lage der Raneferef-Pyramide in Abusir. Die rote Linie zeigt die Ausrichtung der Ecken auf Heliopolis

Während seiner kurzen Herrschaft begann Raneferef mit dem Bau eines Pyramidenkomplexes namens „Netjeri-bau-Ra-nefer-ef“
(„Göttlich ist die Macht des Raneferef“) in der Nekropole von Abusir, direkt südwestlich der Neferirkare-Pyramide und westlich der Chentkaus-II.-Pyramide. Diese Pyramide befindet sich am südlichen Ende der Nekropole und liegt von allen Pyramiden Abusirs am weitesten in der Wüste.
Die Lage war so gewählt, dass die Nordwest-Ecken der drei ältesten Königspyramiden auf dem Areal – der Raneferef-Pyramide, der Neferirkare-Pyramide und der Sahure-Pyramide – auf einer Linie ausgerichtet waren, die vermutlich auf den Obelisken des Sonnenheiligtums in Heliopolis wies. Eine ähnliche Ausrichtung auf Heliopolis existiert auch bei den Südost-Ecken der Pyramiden von Gizeh.
Der vorzeitige Tod des Königs nach einer Herrschaft von nur fünf Jahren (2460 bis 2455 v. Chr.) führte zu einem Abbruch der Bauarbeiten und zur notdürftigen Herrichtung des Komplexes zu einer Begräbnis- und Kultstätte in Form einer quadratischen Mastaba. Unter seinen Nachfolgern wurden die Kultstätten und der Komplex ergänzt, nicht aber die Pyramide vollendet. Auf im Tempel gefundenen Papyri wird die Pyramide als „Hügel“ bezeichnet.

## Plünderung und Steinraub

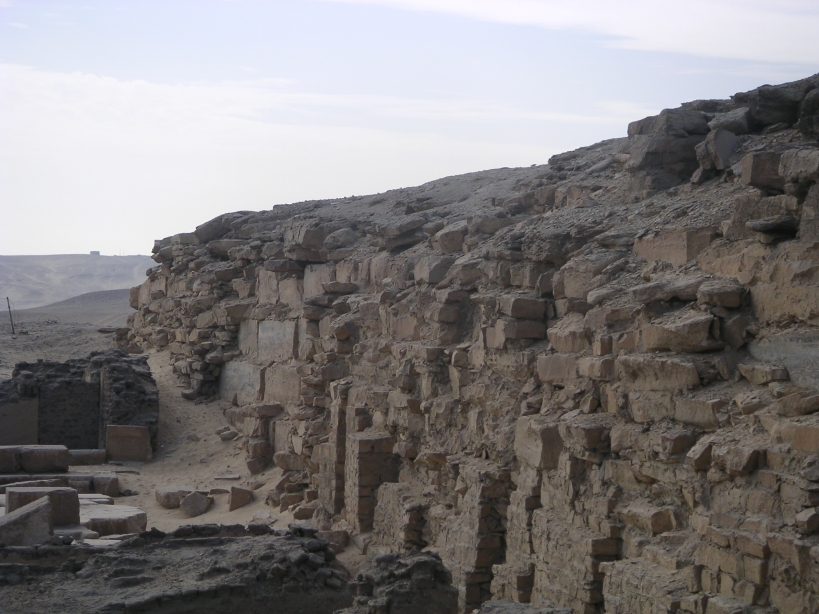
Blick auf die Pyramidenbasis und die Ruinen des Totentempels

Das Bauwerk wurde, wie alle Pyramidenkomplexe, Opfer von Plünderungen und Steinraub. Insbesondere die unfertige Form mit dem Flachdach ermöglichte den Plünderern einfachen Zugang, da sie sich von der leicht zugänglichen Dachterrasse in den Unterbau hinein graben konnten. Der Steinraub und die Plünderungen waren offenbar professionell organisiert, da die Überreste einer im Pyramidenkorpus eingerichteten Werkstatt gefunden wurden. Die Plünderungen begannen vermutlich bereits in der 1. Zwischenzeit und der Steinraub erfolgte in Wellen im späten Neuen Reich, der Spätzeit, der Römerherrschaft und dem arabischen Mittelalter bis in das 19. Jahrhundert. Aus dem Pyramidenkomplex entwendete Materialien konnten in nahebei liegenden Schachtgräbern gefunden werden. Der Tempelbereich blieb vergleichsweise unbehelligt, da er größtenteils aus weniger wertvollen Lehmziegeln bestand.

## Die Pyramide

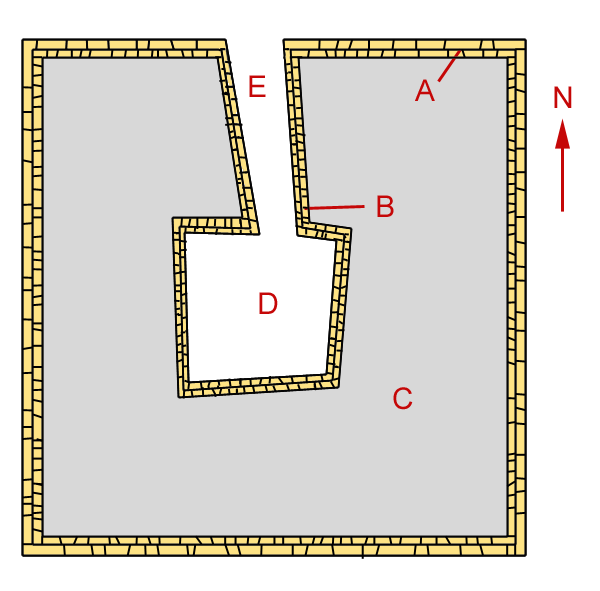
Aufsicht auf die Struktur der ersten Kernstufe der Raneferef-Pyramide
A: Außenmauer
B: Innenmauer
C: Stufenfüllung
D: Grube für Grabkammer
E: Grube für Zugang

Die Pyramide des Raneferef wurde mit einer Basislänge von 65 m begonnen und wäre damit nach der Unas-Pyramide die zweitkleinste Königspyramide des Alten Reichs geworden. Die geplante Höhe und Seitenneigung sind nicht mehr feststellbar, da die Verkleidungssteine offenbar niemals angebracht wurden. Die Pyramide sollte einen gestuften Kern erhalten, der durch eine Verkleidung aus feinem Tura-Kalkstein eine Pyramidenform erhalten sollte, jedoch gelangten die Bauarbeiten nicht über die erste Stufe hinaus.

### Aufbau
Die Pyramide war nicht direkt auf den Felsenuntergrund gebaut, sondern auf ein Fundament aus großen Kalksteinblöcken, die beim Ausschachten der Grube für den Unterbau gewonnen wurden. Die Kernstufe bestand aus einer äußeren Mauer aus gewaltigen, bis zu 5 Meter langen, etwa 1 Meter breiten und um 1 Meter tiefen, grob behauenen Kalksteinblöcken, die in zwei Reihen den Umfang der Stufe bildeten. Die Grube für die Grabkammer und den Zugang war mit einer ähnlichen, aber aus kleineren Blöcken bestehenden Mauer umrandet, damit gleichzeitig am Unterbau und an der ersten Stufe gearbeitet werden konnte. Die Höhe der in horizontalen Schichten verlegten Blöcke betrug etwa 1 Meter. Zwischenräume wurden mit Tonmörtel gefüllt. Die Verlegung der Blöcke war in den Ecken sorgfältiger als an den Seiten. Im Gegensatz zu den früheren Pyramiden der 4. Dynastie, deren Kernmauerwerk aus soliden Kalksteinblöcken bestand, war hier das Innere der Stufe mit Steinsplittern, Schotter, Sand und Lehm gefüllt. Diese Technik ermöglichte eine deutliche Arbeitsersparnis, war aber auf lange Sicht stärker erosionsanfällig. Diese Bautechniken finden sich auch in den Ruinen einiger anderer stark zerstörter Pyramiden und lassen den Schluss zu, dass vermutlich alle Pyramiden der 5. und 6. Dynastie nach diesen Prinzipien errichtet wurden.
Der Tod des Königs führte zu einem Abbruch der Bauarbeiten und zu einer notdürftigen Konzeptänderung, um das Bauwerk dennoch für die Bestattung nutzen zu können. Die etwa 7 m hohe erste Stufe erhielt eine aus groben Kalksteinen bestehende Verkleidung mit einer Seitenneigung von 78° ähnlich einer Mastaba. Die Dachterrasse war mit einer Tonschicht gedeckt, in die Feuersteine eingedrückt waren. Die in den Abusir-Papyri für die Pyramide verwendete Bezeichnung „Hügel“ (iat) lässt einen Zusammenhang der Symbolik mit dem Urhügel-Mythos vermuten.

### Unterbau

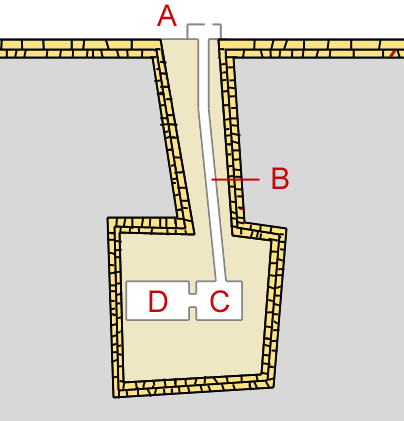
Aufsicht auf die Substruktur der Pyramide
A: Eingang mit Nordkapelle
B: Zugangspassage
C: Vorkammer
D: Grabkammer

Der Unterbau der Pyramide war in einem offenen Graben angelegt worden. Dieser Graben hatte eine Ummauerung, die bis in die erste Stufe der Pyramide reichte und es somit ermöglichte, gleichzeitig an Unterbau und Aufbau der Pyramide zu arbeiten. Der Unterbau war nach dem seit der Sahure-Pyramide einheitlich verwendeten Schema aufgebaut. Der Zugang führte von der Nordseite der Pyramide in südliche Richtung abwärts und mündete in eine leicht nach Osten abknickende horizontale Passage. Der untere Bereich war mit Rosengranit verkleidet und enthielt eine aus dem gleichen Material bestehende Fallsteinsperre. Ungewöhnlich und in keinem anderen Bauwerk nachgewiesen, befand sich in der Mitte der horizontalen Passage eine weitere Sperrvorrichtung aus kieferartig ineinander greifenden Sperren. Die Grabkammer und ihre Vorkammer waren wie üblich in ostwestlicher Richtung angeordnet und mit einer Giebeldecke aus feinem Kalkstein und einer Kammerverkleidung aus demselben Material versehen. Sowohl Verkleidung als auch Giebeldecke wurden bereits im Altertum durch Steinraub schwer beschädigt. Heute sind nur noch einzelne Fragmente des Unterbaus in der Grube vorhanden.
In den Überresten des Unterbaus fand die tschechische Archäologengruppe trotz der starken Verwüstung Überreste der Einrichtung, der Grabbeigaben und selbst der Mumie des Königs. Die Grabkammer enthielt einen Sarkophag aus Rosengranit, von dem nur einige Fragmente erhalten blieben. Zudem fanden sich Fragmente von vier Kanopengefäßen aus Alabaster, ebenso Opfergabengefäße aus dem gleichen Material.
Die Mumienüberreste gehören zu einem zum Todeszeitpunkt etwa 20- bis 25-jährigen Mann und sind nach Auswertung der archäologischen Fundumstände und der anthropologischen Untersuchung mit großer Wahrscheinlichkeit dem Pharao Raneferef zuzuordnen.

## Der Pyramidenkomplex

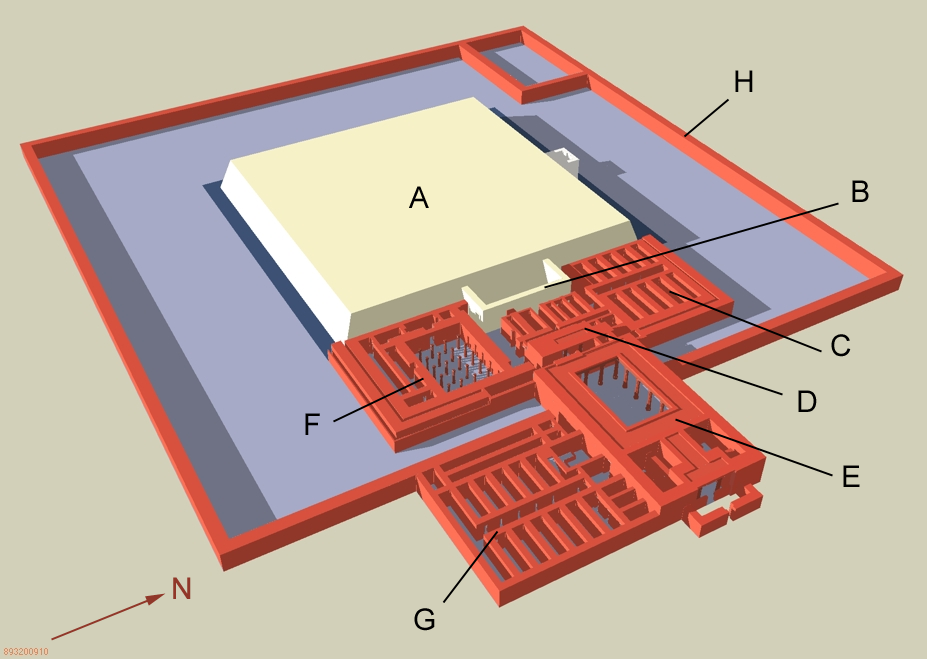
Rekonstruktion des Komplexes nach der Umwandlung der Pyramide in eine Mastaba und der Vervollständigung der Kultbauten
A: Pyramidenstumpf
B: Innerer Tempel
C: Magazine
D: Totentempel
E: Eingangsbereich des Tempels
F: Säulenhalle
G: Messer-Heiligtum
H: Einfriedung

Elemente, die bei einem vollendeten Pyramidenkomplex vorhanden waren, wie der Aufweg, der Taltempel und die Kultpyramide fehlen hier, was auf den Abbruch der Bauarbeiten beim vorzeitigen Tod des Königs zurückzuführen ist. Nur jene Bauten, die für die Bestattung und den Totenkult unbedingt notwendig waren, wurden zunächst von seinem Nachfolger vollendet. Ungewöhnlich war jedoch ein weiterer Ausbau der Tempelanlagen unter einem weiteren Nachfolger.

### Totentempel
In der ersten Bauphase des Totentempels entstand ein kleiner, offenbar improvisierter Tempelbau an der Ostseite der Pyramide. Dieser aus Kalkstein gemauerte Tempel hatte eine nordsüdliche Orientierung und eine Stufenrampe ermöglichte den Zugang von Südosten. Dieser Tempel enthielt die obligatorische Opferhalle sowie einen Raum zur rituellen Reinigung am Eingang. Die Abdrücke eines Altars waren noch nachweisbar. Eine Scheintür befand sich an der Westwand, die mit Goldblech überzogene Inschriften trug. Unter dem Pflaster des Tempels fanden sich noch Gründungsopfergaben, wie ein Stierkopf und Opfergefäße. Vermutlich befanden sich bei dem Tempel zwei Bootsgruben für zwei Kultbarken. In den Überresten dieses Tempelteils waren keine Hinweise auf den Erbauer zu finden, so dass sich dadurch die Frage der direkten Nachfolge Raneferefs nicht klären lässt. Möglicherweise handelte es sich bei dem Nachfolger um den nur kurz regierenden Schepseskare, von dem Siegelabdrücke im Bereich des Totentempels gefunden wurden.
In einer zweiten Phase unter Pharao Niuserre wurde der Tempelkomplex massiv erweitert. Im Gegensatz zum ursprünglichen Tempel waren hier, mit einigen Ausnahmen, Lehmziegel das Baumaterial. Dieser neue Tempelbereich hatte ebenfalls eine nordsüdliche Ausrichtung, erstreckte sich aber über die gesamte Länge der Ostseite des Pyramidenstumpfs und umschloss den ursprünglichen Tempel. Das nördliche Drittel des Neubaus enthielt zweistöckige Magazinräume. Im mittleren Teil befand sich ein Eingangsportikus mit zwei Säulen und dahinter erstreckten sich fünf längliche Räume, die aber eher an Magazinräume als an die üblichen Statuenkapellen erinnern. Eine dieser Kammern wurde später als Durchgang zum Inneren Tempel durchbrochen, während eine andere die bei einem Brand beschädigten Reste der Kultbarken aufnahm und versiegelt wurde. Der Magazinbereich beherbergte auch das Tempelarchiv, da es in diesem Komplex keinen Taltempel gab. Einzigartig und nur in diesem Pyramidenkomplex zu finden ist der südliche Tempelbereich. Er enthielt einen großen Saal, der eine von zwanzig hölzernen Lotussäulen getragenen Decke besaß. Die Decke selbst war mit goldnen Sternen auf einem dunkelblauen Himmel dekoriert. In diesem Bereich fanden sich auch Bruchstücke von Herrscherstatuen, Kultgegenstände und hölzerne Statuetten von Kriegsgefangenen.
Eine dritte Bauphase ebenfalls unter Niuserre erweiterte den Tempel um einen Eingangsbereich nach Osten und gab ihm damit die für diese Zeit typische T-förmige Anordnung. Auch hier bestand das Baumaterial hauptsächlich aus Lehmziegeln. Diese Erweiterung enthielt einen mit zwei Papyrussäulen aus Kalkstein dekorierten monumentalen Eingang, eine Eingangshalle und einen sich daran anschließenden offenen Säulenhof mit 22 hölzernen Rundsäulen.
Später, während der Herrschaft des Djedkare, bauten sich die Priester des Totenkults einfache Ziegelunterkünfte im Säulenhof. Der Herrscherkult des Raneferef wurde bis zum Ende der 6. Dynastie ausgeübt, erlosch aber in den folgenden Wirren nach Ende dieser Dynastie. In der 12. Dynastie kam es für eine kurze Zeit zu einer Wiederbelebung des Kults.

### Messer-Heiligtum
Mit der zweiten Bauphase des Tempels entstand außerhalb der Umgrenzungsmauer östlich des südlichen Tempelteils und südlich des später gebauten Eingangsflügels ein sogenanntes „Messer-Heiligtum“. Dabei handelte es sich um ein rituelles Schlachthaus für Opfertiere für den Herrscherkult. Die Funktion und die Bezeichnung des Messer-Heiligtums ist durch im Totentempel des Neferirkare gefundene Papyri belegt. Dieses Gebäude war aus Lehmziegeln errichtet und hatte an der Außenmauer abgerundete Ecken. Im nördlichen Teil des Messer-Heiligtums befand sich ein offener Schlachthof sowie in der Nordostecke ein Bereich zur Zerteilung der Tiere und zur Konservierung des Fleischs. Den mittleren und südlichen Teil des Gebäudes nahmen Magazinkammern zur Einlagerung der Opfergaben ein. Die Dachterrasse diente vermutlich zum Trocknen des Fleischs. Nach Hinweisen aus den Abusir-Papyri sollen bei einem zehntägigen Fest 130 Stiere im Messer-Heiligtum geopfert worden sein.
Das Messer-Heiligtum verlor mit der dritten Bauphase seine Funktion als Schlachthaus und diente nur noch der Lagerung, bis es in der ersten Hälfte der 6. Dynastie zerstört wurde.

### Einfriedung
Die Einfriedung des Komplexes bestand aus einer massiven Lehmziegelmauer, deren Ecken mit Kalksteinblöcken befestigt waren. In der nordwestlichen Ecke war ein Bereich des Hofes abgeteilt, wobei der Zweck dieser Abteilung noch nicht geklärt ist.

### Sonnenheiligtum
Zusätzlich zum Pyramidenkomplex ist auf Inschriften und Siegelabrollungen überliefert, dass Raneferef ein Sonnenheiligtum namens „Hetep Rau“ („Opfertisch des Re“) errichten ließ. Es wird in der Umgebung von Abusir vermutet, jedoch konnten die Überreste bislang nicht aufgefunden werden. Möglicherweise wurde es nach Raneferefs Ableben durch das Sonnenheiligtum des Niuserre überbaut.